# 슬라임 (장난감)
슬라임(영어: Slime)은 마텔이 제조하는 장난감 제품으로 플라스틱 휴지통 모양으로 판매되며 1976년 2월에 첫 선을 보였다. 독성이 없고 점성이 있으며 구아검으로 만든 질척질척한, 줄줄 흘러나오는 물질로 구성되어 있었다. 각기 다른 슬라임의 변종들이 해를 거듭해가며 출시되었으며, 여기에는 고무곤충, 눈알, 땅벌레, Masters of the Universe Slime for Hordak's Slime Pit 플레이세트(1980년대)가 포함된다.
보통 따뜻한 물에 붕사를 녹여 액티베이터를 만들고, PVA가 함유된 액체 풀에 액티베이터를 넣어 섞는 방식으로 제작한다. 최근 한국에서는 인스타그램을 중심으로 카카오톡 오픈채팅, 네이버 스토어팜, 자체 홈페이지 등에서 주로 판매되고 있다. 붕사를 사용한다.

## 화학 성분
주성분은 다당류 구아검과 붕사이다. 비슷한 결과물에 대해 다당류의 대안으로서 다른 알코올 그룹(폴리바이닐 알코올 등의 중합체 포함)이 사용될 수 있다. 다당류에 속하지 않는 이 중합체(폴리머) 제품들은 플러버라고도 부른다.
최근에는 주성분으로 폴리바이닐 알코올과 붕사만을 사용한다.

## 주재료
화이트 글루는 흰색 혹은 미색을 띄고, 클리어 글루는 투명하다.
- 아모스 물풀
- 종이나라 착풀
- 엘머스 글루올
- 엘머스 클리어 글루
- 엘머스 스쿨글루
- 엘머스 우드글루
- 엘머스 클리어글루
- 아마존 화이트글루
- 아마존 클리어글루
- 로스스토어 아이글루
- 로스스토어 아이글루올
- 로스스토어 솔리드글루
- 로스스토어 아이글루 클리어
- 쁠루모 화이트글루
- 쁠루모 클리어글루
- 슬라임글루 화이트
- 슬라임글루 클리어
- 택키글루
- 컬러레이션글루
- 토아글루
- 헬머글루
- 컬러스플래시글루 화이트
- 컬러스플래시글루 클리어
- 마이슬라임 글루
- 베이직 글루
- 고릴라 글루

## 부재료
슬라임의 제형이나 색, 향 등을 바꾸기 위해 추가로 넣는 재료이다.
- 붕사물
- 물
- 점토
- 콘택트 렌즈 세척액(리뉴)
- 글리세린
- 수딩젤
- 로션
- 식용색소
- 식용향료
- 쉐이빙 폼
- 스노우 파우더
- 눈꽃 파우더
- 글리터
- 폼볼
- 빈백폼
- 디폼 블럭
- 자바칩
- 스펀지
- 완충재
- 라이스볼
- 폼폼이
- 진주
- 토핑밤
- 스팽글
- 난사크런치
- 핸드크림
- 토핑

## 관리 방법
슬라임은 썩기 때문에 영구적으로 가지고 놀 수 있는 장난감이 아니다. 권장 사용기한은 보통 2주이며, 2주 이내라도 관리 방법에 따라 슬라임의 상태가 변할 수 있다. 따라서 오랜 기간 슬라임을 유지하려면 최소 2주에 한번 가지고 놀아야 한다. 주재료인 풀이 열에 약하기 때문에 슬라임 또한 온도에 매우 예민하다. 지나치게 단단할 경우에는 따뜻한 곳에 보관하거나 글리세린을 소량 넣고, 지나치게 유연할 경우에는 액티베이터를 소량 넣어 농도를 조절한다. 슬라임 플레잉 중에 피부가 가렵거나 발진이 생기는 등 이상이 생기면 반드시 사용을 중단해야 한다.

## 같이 보기
- 플러버 (물질)
- 실리퍼티